# Donnie Brasco (film)
Donnie Brasco è un film drammatico statunitense del 1997, diretto da Mike Newell, interpretato da Johnny Depp e Al Pacino. È ispirato alla vera storia di Joe Pistone.

## Trama
Nella New York degli anni '70 Lefty Ruggiero, un vecchio criminale appartenente alla famiglia Bonanno, propone a Donnie Brasco, appena conosciuto, di acquistare un anello di diamanti ma Donnie si accorge che l’anello è un falso. Insieme a Lefty si reca dal proprietario del nightclub che aveva venduto l’anello di zirconi, spacciandoli per diamanti veri, ed insieme risolvono la cosa. Lefty, colpito dal comportamento di Donnie, decide di introdurlo nella famiglia, gli insegna le regole della mafia e mettendo a rischio la propria reputazione garantisce per lui. Diventando a tutti gli effetti un avvicinato, Donnie conosce diversi affiliati tra cui i tre compagni di Lefty da una vita, Sonny Black, Nicky e Paulie, e perfino Sonny Red, un temibile capodecina della famiglia, e suo figlio Bruno.
Donnie si rivela essere Joseph D. Pistone, agente dell'FBI sotto copertura, la cui moglie, Maggie, cresce le loro tre figlie da sola. Dopo che il boss dei Bonanno rimane ucciso in una congiura interna subentra al suo posto il vice, Rusty, mentre Sonny Red si spartisce i territori da amministrare insieme a Sonny Black, adesso promosso capodecina. Mentre la banda di Sonny Black esegue una serie di ricatti e sequestri di successo a Brooklyn, Pistone prosegue il suo lavoro di infiltrazione nella mafia raccogliendo sempre più informazioni.
Il supervisore dell'FBI, Dean Blandford, si interessa al caso e chiede a Pistone di fare squadra con un agente dell'FBI sotto copertura a Miami, Richie Gazzo. Anche se riluttante, Pistone convince Sonny e la banda a incontrare Richie a Miami, dove Donnie e Lefty progettano di gestire il nightclub di Richie per conto loro. Lefty inoltre tenta di impressionare il boss della mafia della Florida, Santo Trafficante, con una festa su uno yacht procurato da Donnie. Sonny Black lo scopre e subentrando nel progetto affida la gestione degli affari in Florida a Donnie, provocando il risentimento di Lefty, che cercava da anni un’occasione di riscatto da una vita passata a fare il gregario. Tuttavia, più tardi, i due si riavvicinano quando il figlio di Lefty finisce in rianimazione per un'overdose di droga. Il giorno dell'apertura il nightclub subisce una retata della polizia di Miami su ordine del boss Trafficante, in combutta con Sonny Red per sbarazzarsi di Sonny Black. Convocata dallo stesso Sonny Red, la banda di Black agisce anticipatamente uccidendo lui e altri due caporegime. La banda uccide anche Nicky, che portava avanti da tempo un affare di droga all'insaputa di Sonny, sospettando che abbia fatto lui la spia a Miami. Con l’aiuto di Donnie la banda fa sparire i corpi. Con Sonny Black che è ormai diventato il nuovo boss della strada, Donnie e Lefty vengono incaricati di trovare e uccidere Bruno prima che questi possa vendicarsi: sarà proprio Donnie a doverlo assassinare per siglare definitivamente il suo ingresso nella famiglia, diventando un affiliato. Intanto, a casa, il comportamento di Pistone diventa sempre più simile a quello del criminale che finge di essere, arrivando perfino a colpire la moglie durante l'ennesimo litigio.
Con la crescente pressione dell'FBI per porre fine all'operazione e fare arresti, Donnie cerca di convincere Lefty ad abbandonare per sempre la sua vita criminale. In quel mentre Bruno viene rintracciato e Lefty scopre che lo yacht che Donnie aveva utilizzato per la festa in barca era stato confiscato dall’FBI. Fuori dal luogo in cui Bruno si nasconde Lefty affronta Donnie, mettendone in dubbio la lealtà. Donnie fa di tutto per convincerlo e Lefty, dopo un lungo tentennamento, sembra disposto a credergli; incita quindi Donnie ad uccidere Bruno per confermare la sua lealtà, ma prima che l'omicidio possa essere commesso gli agenti dell'FBI piombano sul posto e li arrestano: in realtà Bruno non si trovava lì e la soffiata era solo una trappola dell'FBI per poter prelevare Pistone e concludere definitivamente la sua missione, poiché lo stesso aveva interrotto i contatti ormai da settimane. Con rammarico e sbigottimento, Donnie viene allontanato dal suo amico.
Gli agenti federali visitano il ritrovo di Sonny e rivelano a lui e alla sua banda la vera identità di Donnie, mostrando loro delle fotografie dell'agente Pistone in uniforme, per spingerli a confessare. Più tardi, Lefty viene convocato per una riunione; non potendo sottrarsi al suo destino lascia i suoi oggetti di valore in un cassetto e dice alla sua fidanzata che, qualora Donnie chiamasse, di dirgli: "se deve farlo qualcuno, sono contento che sia lui". Con la sua famiglia presente, Pistone partecipa a una piccola cerimonia privata per il suo servizio, ricevendo un assegno di 500 dollari e una medaglia.
I titoli di coda indicano come le prove raccolte da Donnie Brasco abbiano portato a più di 200 incriminazioni e più di 100 condanne. Pistone vive con sua moglie sotto falso nome in una località non rivelata, con una taglia sulla sua testa da parte della mafia di 500 000 dollari.

## Produzione
Le riprese del film si svolsero dal 19 febbraio 1996 al 23 maggio 1996.

## Distribuzione
Il film è stato distribuito nelle sale cinematografiche statunitensi il 28 febbraio 1997, mentre in quelle italiane il 3 novembre 1997.

## Accoglienza
A fronte di un costo di 35 milioni di dollari, il film ne incassò 125 negli Stati Uniti, e altri 83 milioni a livello internazionale.

## Riconoscimenti
- 1997 - National Board of Review Awards
  - Miglior attrice non protagonista a Anne Heche
- 1998 - Premio Oscar
  - Candidatura come miglior sceneggiatura non originale a Paul Attanasio
- La pellicola è stata candidata dall'American Film Institute per i dieci miglior film gangster di tutti i tempi.

## Influenza culturale
- La trama del film viene parodiata nell'episodio 9 della ventiduesima stagione de I Simpson, intitolato Donnie Fatso.[5]

## La denuncia per diffamazione di John Cerasani
Nel 1996, anni dopo il debutto del libro su Donnie Brasco e prima dell'uscita nelle sale del film, un video clandestino di tale pellicola finì nelle mani di John "Boobie" Cerasani, un vecchio collaboratore di Napolitano. Durante il film l'attore che impersona Cerasani, insieme ad altri personaggi, prende a calci in faccia il proprietario di un ristorante giapponese e gli fracassa la testa con un cestino dei rifiuti. In una scena successiva, l'attore che impersona "Boobie", viene mostrato mentre spara a tre gangster e fa saltare pezzi della testa e della gamba di un altro. Si vede poi "Boobie" mentre sta aiutando i suoi amici gangster a smembrare, con una sega, i corpi senza vita delle vittime, per disporli nei sacchi dell'immondizia.
Barry Slotnick, l'avvocato di Cerasani, minacciò di querelare la produzione per diffamazione e calunnia, anche se il film non era ancora stato proiettato nelle sale. Egli sostenne che, poiché un numero sufficiente di persone aveva già visto la versione pirata, il danno alla reputazione di Cerasani era già stato fatto.
La Sony Pictures Entertainment accorciò la scena dell'omicidio plurimo, rimpiazzando, in alcune parti, il personaggio di "Boobie" con quello di Dominick Napolitano, che era già morto assassinato da alcuni gangster. Prima della presentazione ufficiale del film, cambiarono inoltre il nome del personaggio da "Boobie" a "Paulie", per assonanza. Tuttavia quando il film uscì nei primi mesi del 1997 vi rimase una citazione del nome "Boobie", che era sfuggita al processo di fuori campo.